# 마토바 히토시
마토바 히토시(일본어: 的場 均, 1957년 3월 25일 ~ )는 일본의 전직 경마 기수다. 1975년 3월 1일 면허 취득 후 2001년 2월 28일까지 활동했으며, 은퇴 후에는 조교사로 활동하고 있다.